# Zitadelle Doullens

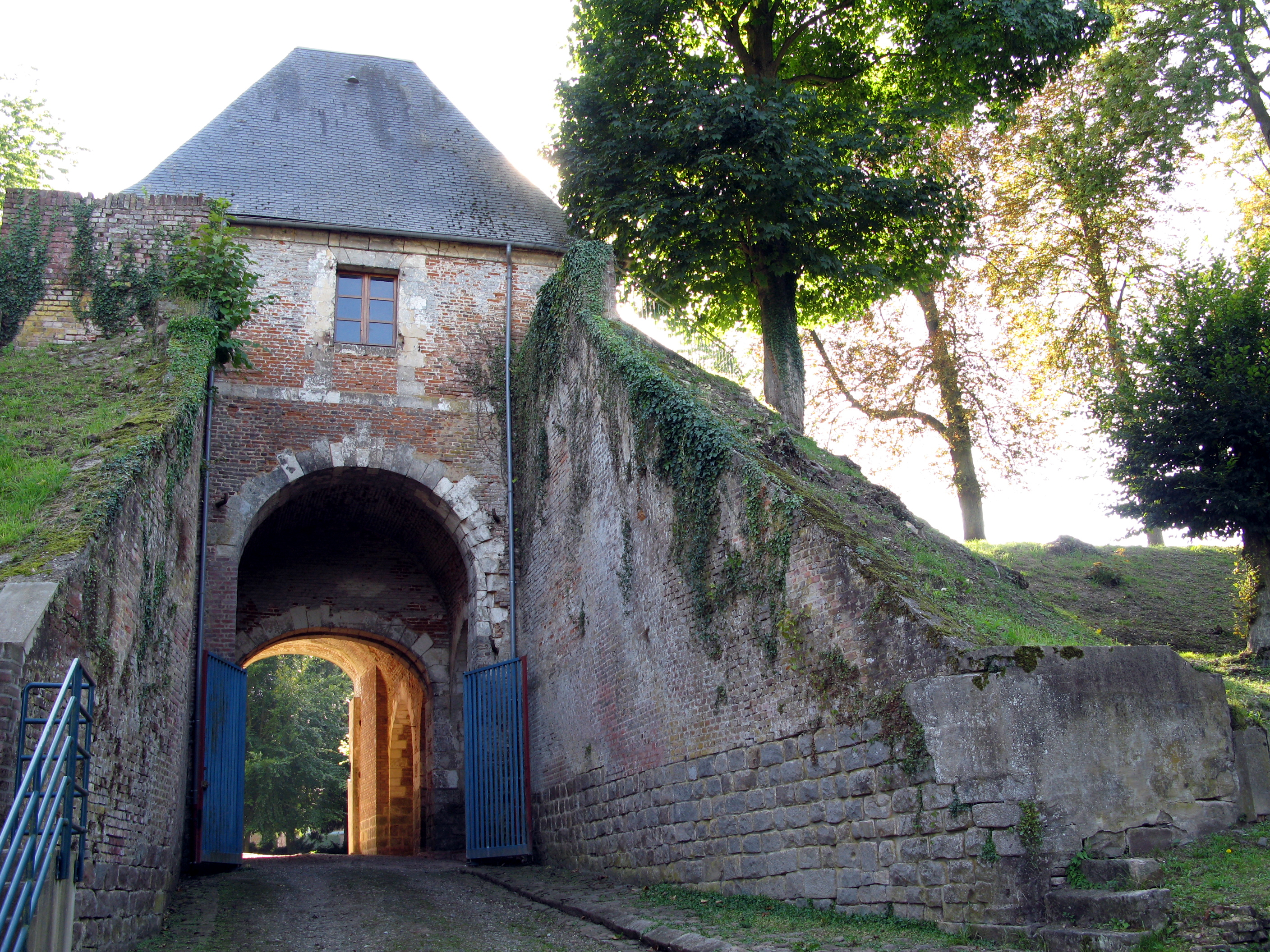
Inneres der Zitadelle

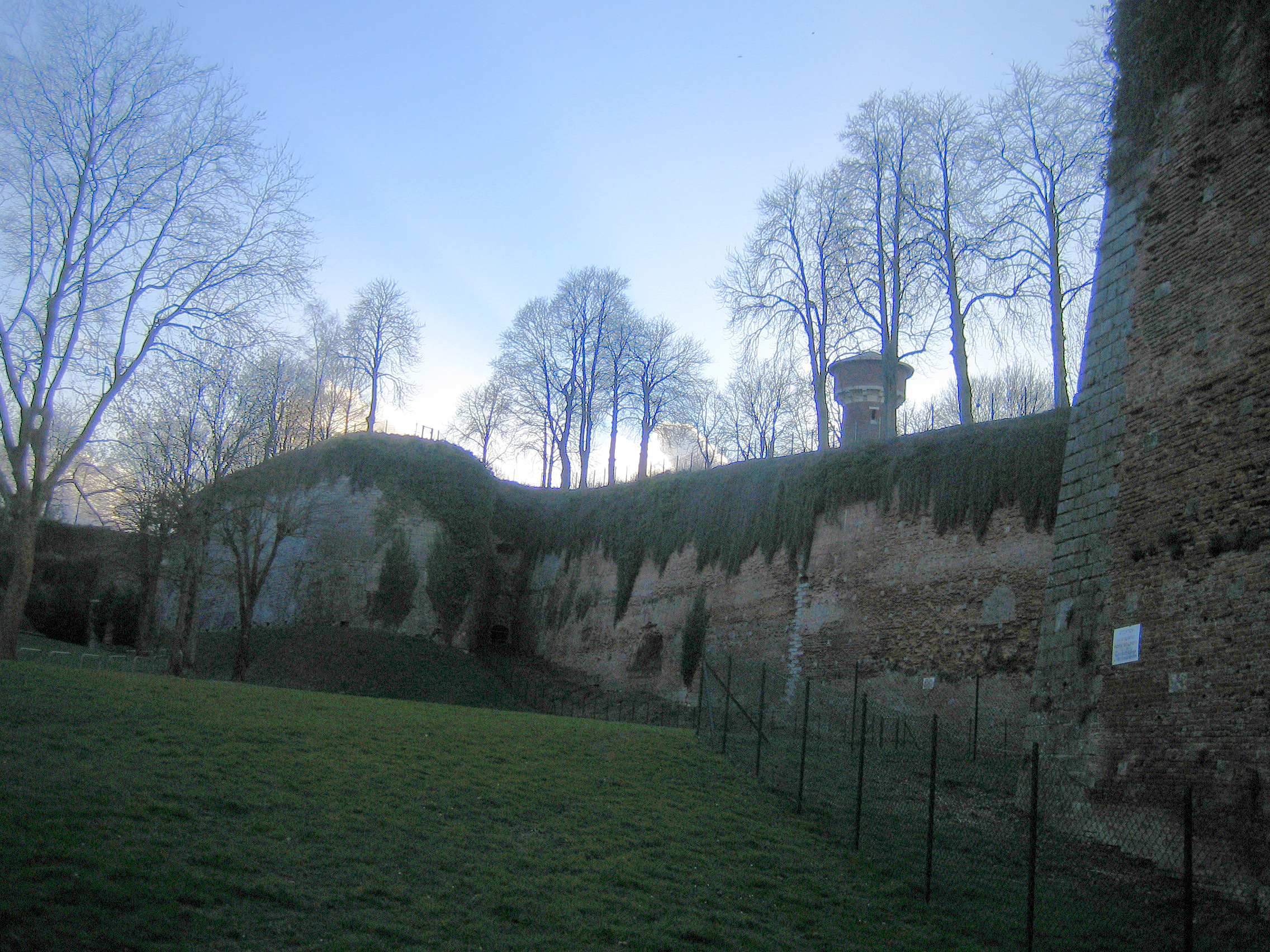
Ansicht der Zitadelle

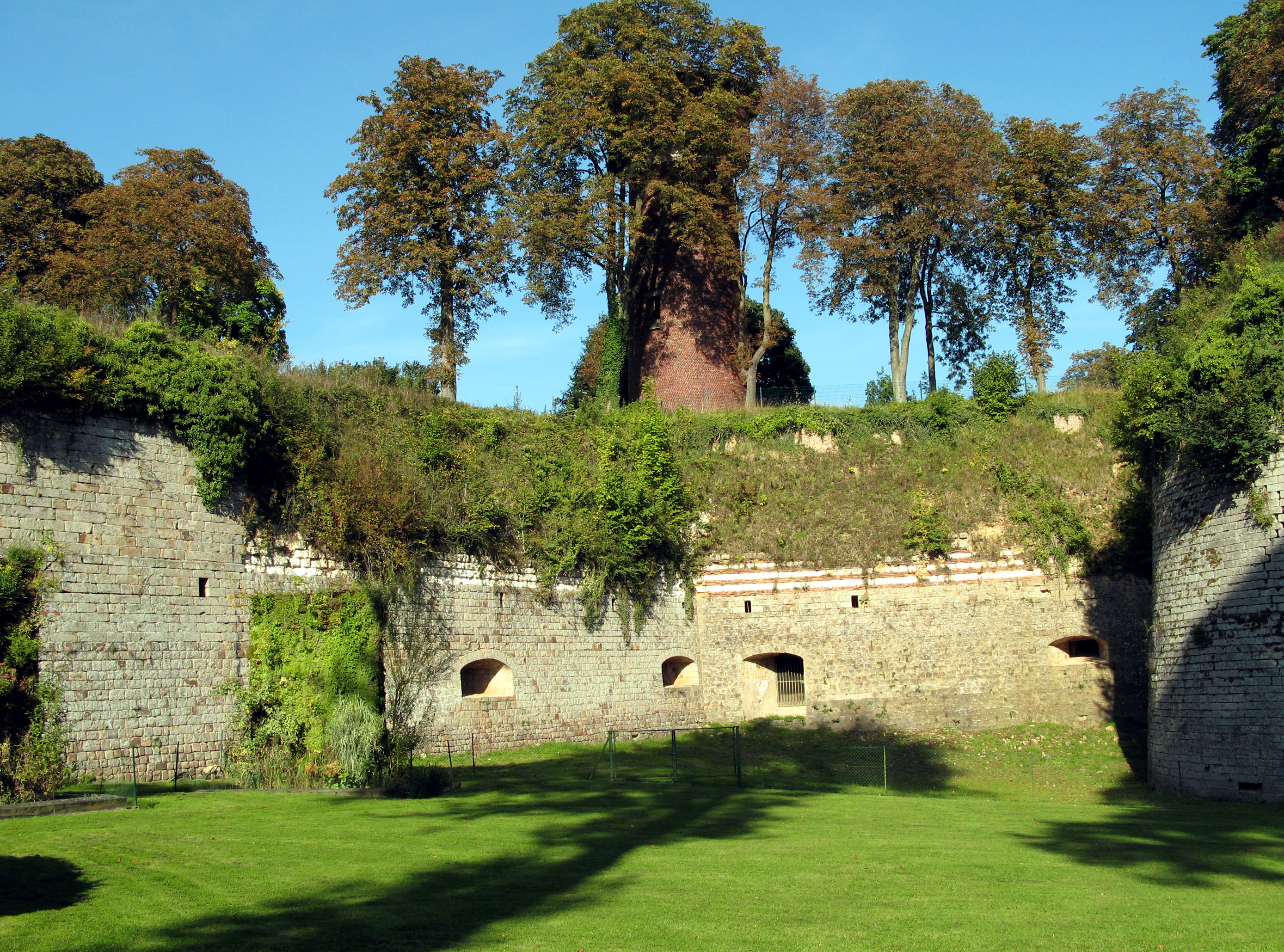
Inneres der Zitadelle

Die Zitadelle Doullens ist eine Befestigungsanlage aus der Renaissance in Form eines unregelmäßigen Fünfecks am Zusammenfluss der Flüsse Grouche und Authie am Rand der Gemeinde Doullens in der Picardie (Département Somme) in Frankreich.

## Geschichte
Die Zitadelle wurde als eine der ersten in Frankreich im Zug der Auseinandersetzungen mit Kaiser Karl V. ab 1530 unter König Franz I. von Frankreich von Antonio de Castello errichtet und nach den Kriegen mit den Spanischen Niederlanden (Belagerung von Doullens 1595 und Friede von Vervins 1598) im Jahr 1599 von dem „Vater des französischen Festungsbaus“ Jean Errard de Bar-le-Duc (1554–1610) erneuert. Aus dieser Zeit stammt der nordöstliche Teil mit den Bastionen de la Reine, d’Amiens, de Gézaincourt und de Beauregard. Ab 1633 wurden unter Heinrich IV. und Ludwig XIII. mehrere Kurtinen und die Bastionen Royal, Dauphin und Richelieu erbaut. Auch die Halbmonde (demi-lunes) (de la Porte Royale, d’Amiens, de secours, du Gouverneur, de Rouval) stammen aus der Zeit von Ludwig XIII. Zur Freilegung der Esplanade wurde 1672 verschiedene Gebäude abgebrochen, darunter zwei Klöster und das Hôtel de Belloy.
Nach dem Pyrenäenfrieden verlor die Zitadelle ihre strategische Bedeutung. In ihr wurden u. a. Auguste Blanqui, Armand Barbès und François-Vincent Raspail gefangen gehalten.
Im Ersten Weltkrieg wurde die Zitadelle als französisches und kanadisches Militärhospital genutzt und in der Nacht vom 29. zum 30. Mai 1918 von deutschen Truppen bombardiert.
Während des Zweiten Weltkriegs  wurde die Zitadelle vom 1. September 1941 bis zum 20. April 1943 als Internierungslager genutzt. Das Lager hatte eine Kapazität von 500 Plätzen und diente dem Vichy-Regime vor allem zur Unterbringung inländischer Personen: Internierte aus politischen Gründen (vor allem Kommunisten) und Schwarzmarkthändler. Nach der Schließung des Lagers durch die deutschen Besatzungsbehörden wurden die verbliebenen Insassen in andere Lager verlegt.
Bis 1958 befand sich in der Zitadelle ein Frauengefängnis. Anschließend waren Familien von Harki in der Zitadelle untergebracht. Seit 1963 war sie verlassen und verfiel zusehends. 1974 kam es zur Gründung der Vereinigung „Les Amis de la Citadelle“. 1978 wurde die Anlage vom Département erworben und kurz darauf in die Ergänzungsliste der Monuments historiques eingetragen. Seit 1982 ist sie öffentlich zugänglich und seit 1987 findet regelmäßig die Fête des Plantes du Nord de la France statt.

## Anlage
Die im Grund fünfeckige, jedoch als solche nicht vollständig ausgeführte Anlage mit drei Bastionen schließt einen älteren und kleineren vierzackigen Komplex mit weiteren vier Bastionen ein. Teile der Anlage sind ruinös.

## Trivia
Die Zitadelle war Schauplatz des Films Astragal (L'Astragale) mit Horst Buchholz und Marlène Jobert als Hauptdarstellern (1968).